# Liste der besonders geschützten Höhlen in Salzburg
Besonders geschützte Höhle ist eine Schutzkategorie aus dem Salzburger Höhlengesetz (§ 5). Die Schutzkategorie umfasst 20 Höhlen bzw. Höhlensysteme.

## Grundlagen
In Salzburg ist durch das Höhlengesetz grundsätzlich jede Maßnahme, die zur Zerstörung oder Beeinträchtigung einer Höhle, von Teilen oder Inhalten derselben einschließlich ihrer näheren Umgebung führen kann, untersagt (§ 4). Darüber hinaus können Höhlen oder Teile von solchen, die „wegen ihrer Eigenart, ihres besonderen Gepräges, ihrer naturwissenschaftlichen Bedeutung oder aus besonderen ökologischen Gründen einschließlich ihrer näheren Umgebung besonders erhaltungswürdig sind“, durch einen Bescheid der Landesregierung unter besonderen Schutz gestellt werden. Der Bescheid muss dabei den besonderen Schutzzweck enthalten und muss den berührten Grundeigentümern und sonstigen dinglich Berechtigten zugestellt werden sowie an der Amtstafel der Behörde vier Wochen hindurch angeschlagen werden.
Mit Ausstellung des Bescheids treten Schutzwirkungen in Kraft, die dem festgelegten Schutzzweck widersprechende Eingriffe untersagen. Ausnahmen kann die Landesregierung nur dann bewilligen, wenn sichergestellt ist, dass durch die beabsichtigten Maßnahmen weder die Eigenart, das besondere Gepräge, die besondere naturwissenschaftliche Bedeutung noch die das Wesen der Höhle prägenden Naturerscheinungen erheblich beeinträchtigt bzw. zerstört werden. In den besonders geschützten Höhlen ist grundsätzlich für jegliche Befahrung (Betretung) eine Ausnahmebewilligung der Landesregierung erforderlich. Ausnahmen bestehen lediglich für die Höhlenforschung bzw. Höhlenrettung.

## Besonders geschützte Höhlen
| Foto |                 | Name                                                               | Katasternr. | Standort                                               | Beschreibung | Datum |
| ---- | --------------- | ------------------------------------------------------------------ | ----------- | ------------------------------------------------------ | --- | ----- |
| 0    | Datei hochladen | Bärenfalle od. Windischkopf-Bärenhöhle                             | 1511/169    | Pfarrwerfen KG: Dorfwerfen GrStNr: 782/2               | |       |
| 0 BW | Datei hochladen | Berger-Platteneckhöhle und Berger-Plattenecksystem                 | 1511/146    | Standort                                               | → Hauptartikel : Bergerhöhle f1 |       |
| 0 BW | Datei hochladen | Bischofsloch am Preber                                             | 2624/1      | Standort                                               | Das Bischofsloch (auch Preberloch, Bischofswandloch) ist eine rund 200 m lange, altbekannte Höhle in der Preber-Bischofswand mit Spuren von Bergbau. Der Eingang liegt in der Steiermark. |       |
| 1    | Datei hochladen | Brunneckerhöhle                                                    | 1511/1      | Golling an der Salzach Standort                        | |       |
| 0    | Datei hochladen | Eiskogel-Tropfsteinhöhle                                           | 1511/160    | Koordinaten fehlen! Hilf mit.                          | |       |
| 0 BW | Datei hochladen | Eiskogelhöhle sowie westliche und östliche Eduard-Richter-Eishöhle | 1511/101    | Standort                                               | → Hauptartikel : Eiskogelhöhle f1 |       |
| 1    | Datei hochladen | Eisriesenwelt                                                      | 1511/24     | Standort                                               | → Hauptartikel : Eisriesenwelt f1 |       |
| 0 BW | Datei hochladen | Frauenofen im Tennengebirge                                        | 1511/18     | Werfen KG: Wimm GrStNr: 155/1 Standort                 | |       |
| 1    | Datei hochladen | Gfatterhofhöhle                                                    | 1521/1      | Abtenau KG: Rigaus GrStNr: 156 Standort                | |       |
| 1    | Datei hochladen | Großer und Kleiner Eiskeller (Untersberg)                          | 1339/20,21  | Grödig KG: Glanegg GrStNr: 531 Standort                | |       |
| 0 BW | Datei hochladen | Gruberhornhöhle                                                    | 1336/29     | Golling an der Salzach KG: Torren GrStNr: 640 Standort | |       |
| 0    | Datei hochladen | Kühlloch                                                           | 1524/24     | Koordinaten fehlen! Hilf mit.                          | |       |
| 1    | Datei hochladen | Lamprechtsofen                                                     | 1324/1      | Standort                                               | → Hauptartikel : Lamprechtsofen f1 |       |
| 0    | Datei hochladen | Mönchsbergtropfsteinhöhle                                          | 1352/1      | Salzburg                                               | [ 4 ] |       |
| 1    | Datei hochladen | Scheukofen im Hagengebirge, Sulzau                                 | 1335/4      | Standort                                               | → Hauptartikel : Scheukofen f1 |       |
| 1    | Datei hochladen | Schlenkendurchgangshöhle                                           | 1525/20     | Standort                                               | → Hauptartikel : Schlenken-Durchgangshöhle f1 |       |
| 1    | Datei hochladen | Schwarzbachhöhle samt Schwarzbachfall                              | 1336/1      | Golling an der Salzach Standort                        | → Hauptartikel : Schwarzbachfall-Höhle f1 |       |
| 0 BW | Datei hochladen | Tantalhöhle                                                        | 1335/30     | Standort                                               | → Hauptartikel : Tantalhöhle f1 |       |
| 1    | Datei hochladen | Tricklfallhöhle                                                    | 1511/10     | Standort                                               | |       |
| 1    | Datei hochladen | Winnerfallhöhle und Winnerfall                                     | 1511/4      | Scheffau am Tennengebirge Standort                     | → Hauptartikel : Winnerfall f1 |       |